# 迈凯伦F1
迈凯伦F1（英語：McLaren F1）是由迈凯伦汽車在英国设计和生产的一款中置引擎，后轮驱动的超级跑车。该车装备一款6.1升V12发动机（代号S70/2，宝马制造，自然吸气），可以输出627匹马力。
它的駕駛座位於車輛中央，在左右兩邊的後方設有乘客座，所以共有三個座位、呈三角形配置（外銷美國加州的版本因當地法規之故取消了駕駛座左後方的座椅，成為左前-右後雙座配置）。1993年-1998年间生产。共生产了106辆，其中64辆是街道版车型，5辆用以庆祝1995年勒芒24小时耐力赛获胜的LM版车型，2辆GT版，其余则为GTR赛车版。
迈凯伦F1曾经是世界上最快的量产车，最高车速达到386.5公里/240.14英里，更在1992年打破了当时由捷豹开发的XJ220达成的纪录（349公里/217英里）。直到2005年科尼赛克 CCX、布加迪Veyron（布加迪成绩未收到FIA认证）、美国Ultimate SSC等跑车打破纪录为止。
2017年4月，《Top Gear》杂志将该车列入“最快自然吸气车型名单”之中，在这一名单里列出的还有阿斯顿马丁One-77, 法拉利恩佐等。
迈凯伦F1大量引入了空氣動力學設計，如車頭下方兩個進氣口裡面有兩具電腦控制的吸氣風扇，可以將空氣吹向煞車碟協助冷卻，一部分氣流從車頭燈後方活動板開口排出，一部分氣流從前輪後方的大型開口排出，風扇速度加快的時候可產生地面效應，降低車頭下方氣壓增加下壓力；車門下方的小進氣口是冷卻機油與電子裝置；前雨刷底部也有小型擾流板；車頂的進氣口如同F1賽車一樣是引擎進氣口，後擋風玻璃下方大進氣口用以冷卻後煞車，其餘開口和兩組尾燈之間是引擎散熱口。車尾底部也有氣流擴散器加快車底氣流排出增加下壓力，氣流擴散器前方底板還有一開口讓部分氣流通往引擎室協助散熱；車尾上方的擾流版也會在煞車時自動升起協助煞車。

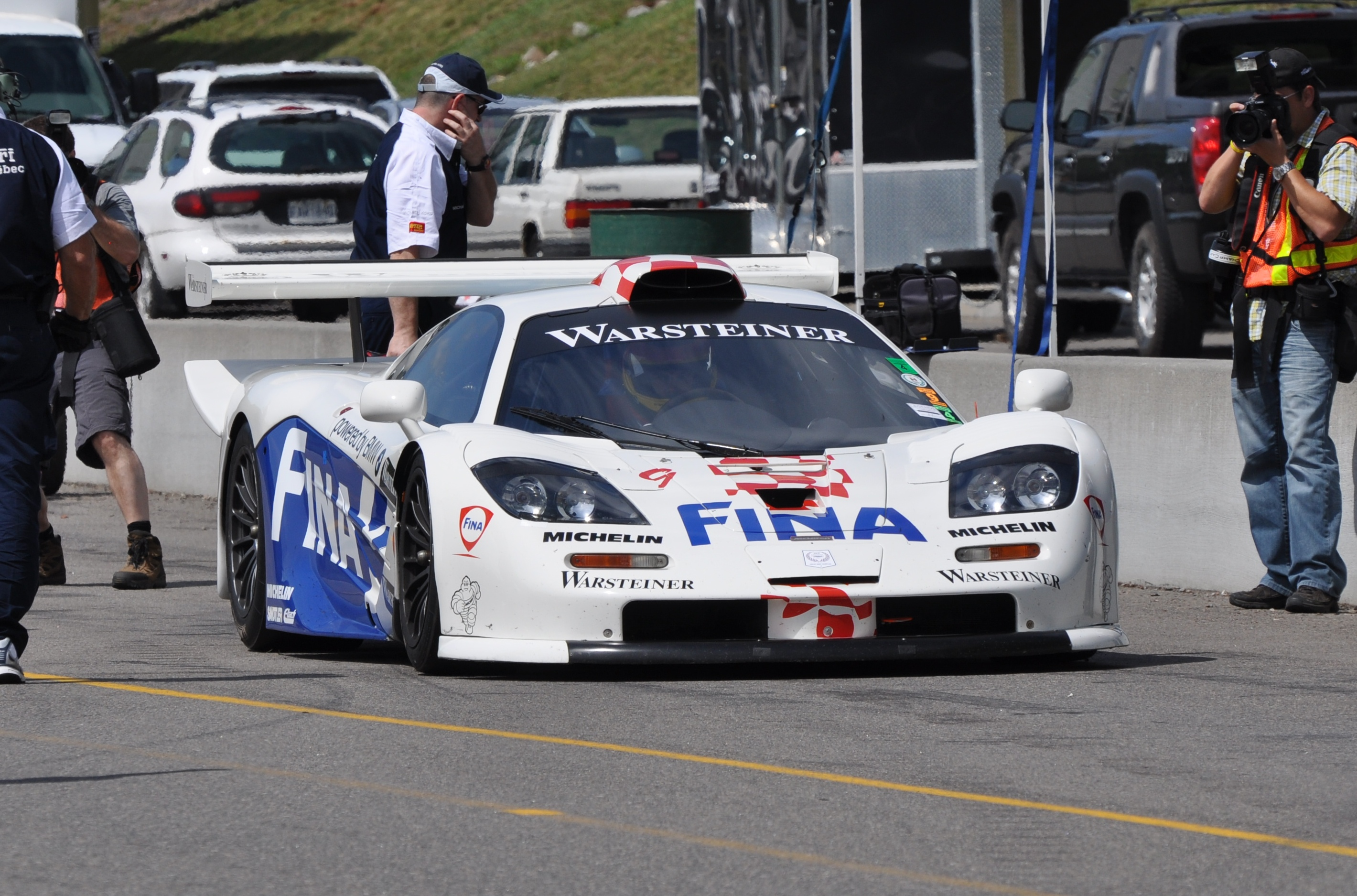
街道版迈凯伦F1 GTR

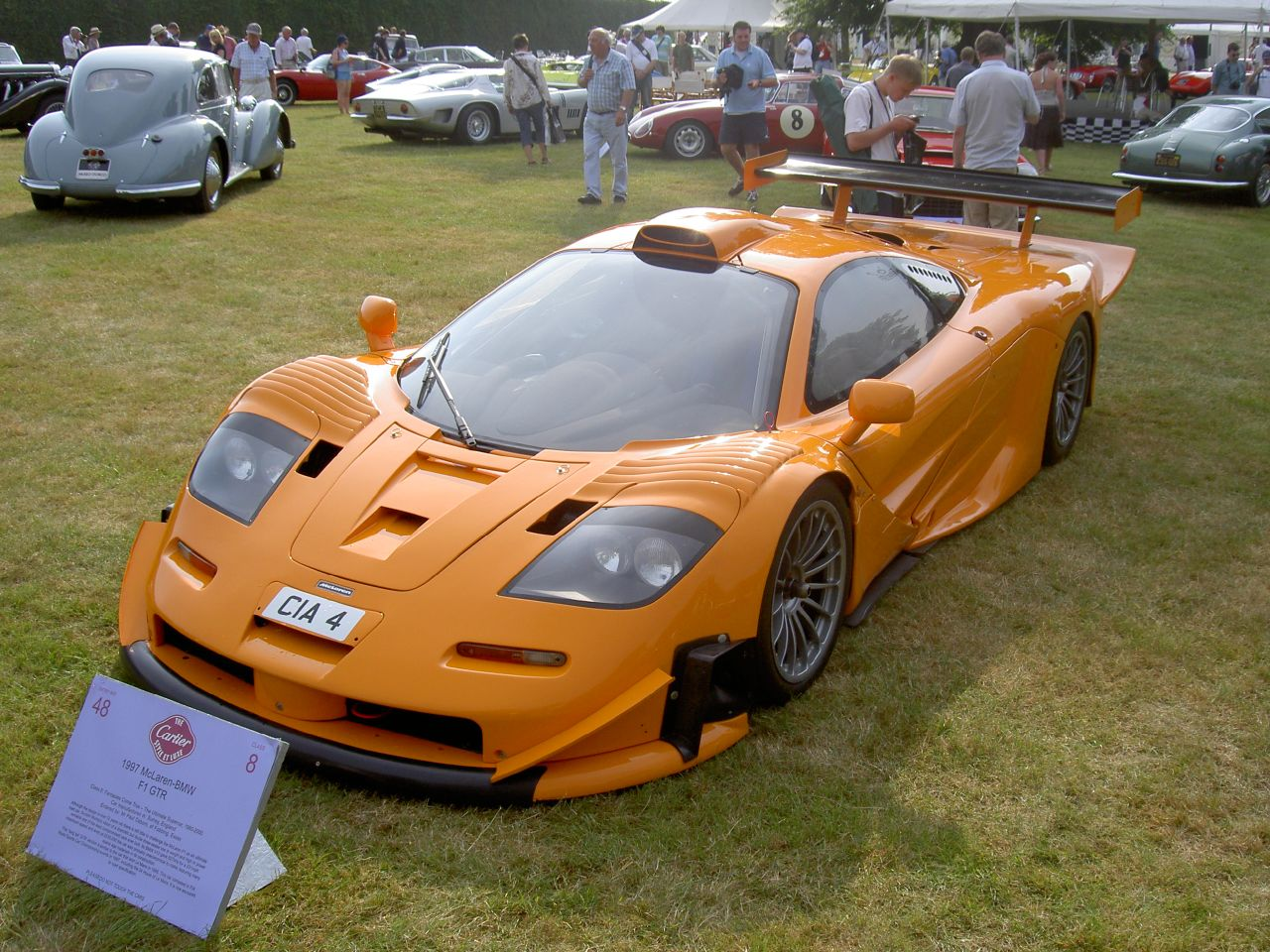
由宝马展示的迈凯伦F1 GTR

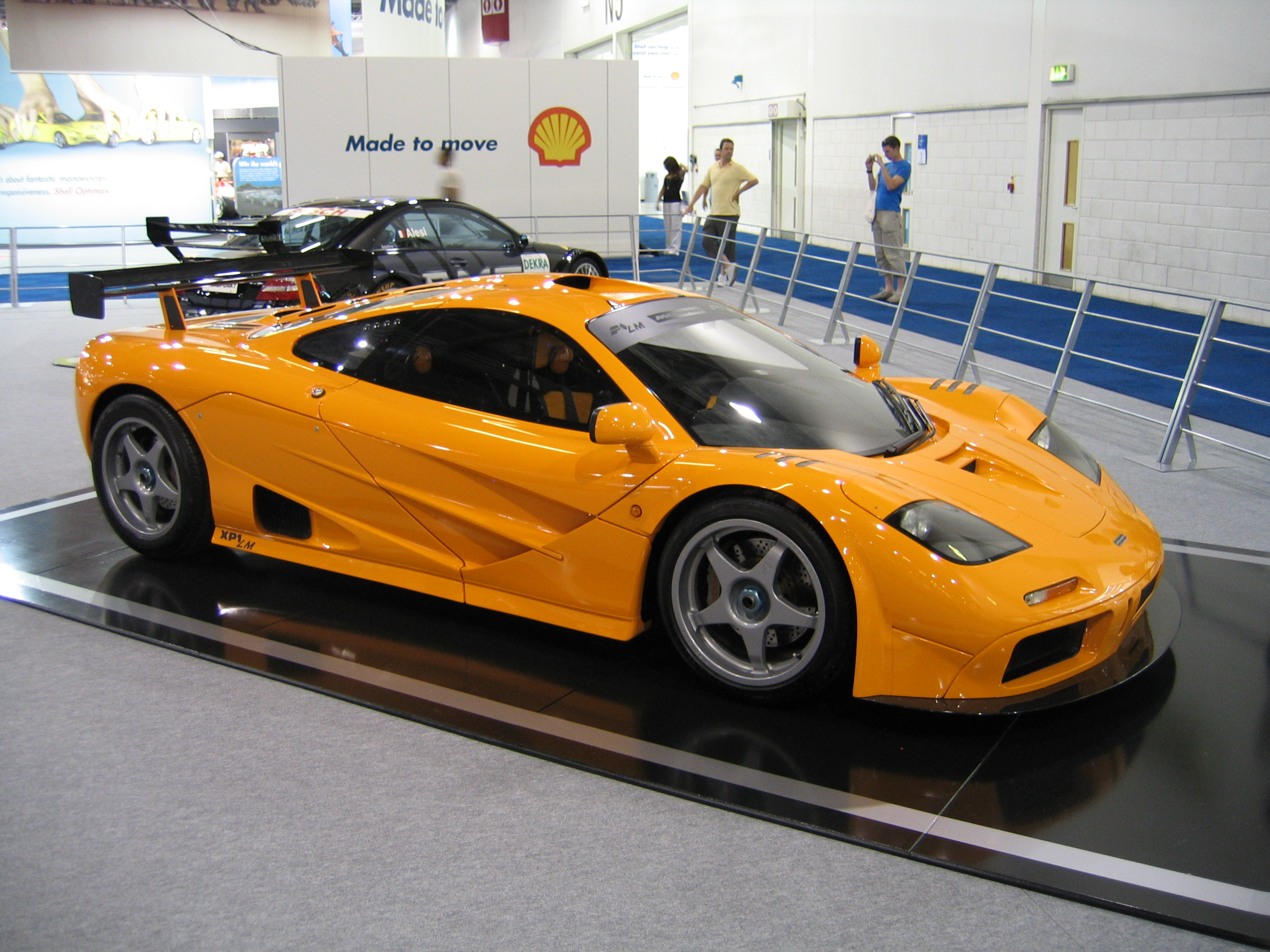
在英國國際車展中展出的迈凯伦F1 LM